# Astomaspis violaceipennis
Astomaspis violaceipennis är en stekelart som först beskrevs av Cameron 1905.  Astomaspis violaceipennis ingår i släktet Astomaspis och familjen brokparasitsteklar. Inga underarter finns listade.